# Aeropuerto de Lubin-Obora
El Aeropuerto de Lubin-Obora (OACI: EPLU) es un aeropuerto de aviación general del aeroclub local, Aeroklub Zagłębia Miedziowego, de Lubin, Polonia. Se encuentra en la zona norte del aeropuerto. El aeropuerto tiene una pista asfaltada (pista 31/13, 1000 m x 30 m) permitiendo aviones turbohélice como el Beech Super King Air o Saab 340 y pequeños reactores como la Cessna Citation; y una pista de hierba (pista 11/29, 1.100 m x 200 m) para planeadores y pequeños aviones.
La pista 31 dispone de luces de aproximación, umbral, borde y final de pista alumbrados igualmente. Las calles de rodadura tiene luces en sus bordes. La pista 31 tiene un indicador visual PAPI del patrón de descenso. El aeropuerto tiene un sistema de navegación NDB.
El aeropuerto tiene combustibles del tipo Avgas 100LL y Jet A1.